# Кочкор-Ата (село, Джалал-Абадская область)
Кочкор-Ата (кирг. Кочкор-Ата) — село в Ноокенском районе Джалал-Абадской области Кыргызстана. Входит в состав Момбековского айылного аймака.

## География
Село расположено в южной части области, на расстоянии приблизительно 13 километров (по прямой) к западо-юго-западу от села Масы, административного центра района.

## Население
Согласно оценочным данным Национального статистического комитета Кыргызской Республики, численность населения села на начало 2023 года составляла 329 человек.
| год     | 2009 | 2014 | 2015 | 2020 | 2021 | 2023 |
| ------- | ---- | ---- | ---- | ---- | ---- | ---- |
| человек | 287  | 385  | 322  | 408  | 305  | 329  |